# Stéphane Simian
Stéphane Simian (Le Pontet, 8 giugno 1967) è un ex tennista francese.

## Carriera
In carriera ha vinto due titoli di doppio, il Qatar Open ATP nel 1994, in coppia con Olivier Delaître, e il Seoul Open nello stesso anno, in coppia con Kenny Thorne. Nei tornei del Grande Slam ha ottenuto il suo miglior risultato raggiungendo il terzo turno nel singolare agli US Open nel 1991, agli Australian Open nel 1993 e nel 1994 e all'Open di Francia nel 1997, e nel doppio all'Open di Francia nel 1994.

## Statistiche

### Singolare

#### Finali perse (2)
| Numero | Anno            | Torneo                            | Superficie | Avversario in finale | Punteggio     |
| 1.     | 17 ottobre 1992 | Tel Aviv Open, Tel Aviv           | Cemento    | Jeff Tarango         | 6-4, 3-6, 4-6 |
| 2.     | 16 giugno 1996  | Wilkinson Championships, Rosmalen | Erba       | Richey Reneberg      | 4-6, 0-6      |

### Doppio

#### Vittorie (2)
| Numero | Anno           | Torneo               | Superficie | Compagno         | Avversari in finale           | Punteggio     |
| 1.     | 9 gennaio 1994 | Qatar Open ATP, Doha | Cemento    | Olivier Delaître | Shelby Cannon Byron Talbot    | 6-3, 6-3      |
| 2.     | 24 aprile 1994 | Seoul Open, Seul     | Cemento    | Kenny Thorne     | Kent Kinnear Sébastien Lareau | 6-4, 3-6, 7-5 |

#### Finali perse (1)
| Numero | Anno           | Torneo                                            | Superficie  | Compagno  | Avversari in finale   | Punteggio |
| 1.     | 15 maggio 1994 | International Tennis Championships, Coral Springs | Terra rossa | Ken Flach | Lan Bale Brett Steven | 3-6, 5-7  |